# Charal (IMOCA)
TeamWork - Team Snef depuis 2024
Pour les articles homonymes, voir Charal (homonymie).
Charal est un voilier monocoque de 60 pieds classe IMOCA conçu pour la course au large, lancé en 2018 pour Jérémie Beyou. Le voilier est racheté en 2022 et renommé TeamWork pour être skippé par Justine Mettraux puis TeamWork - Team Snef à partir de 2024.

## Conception et historique

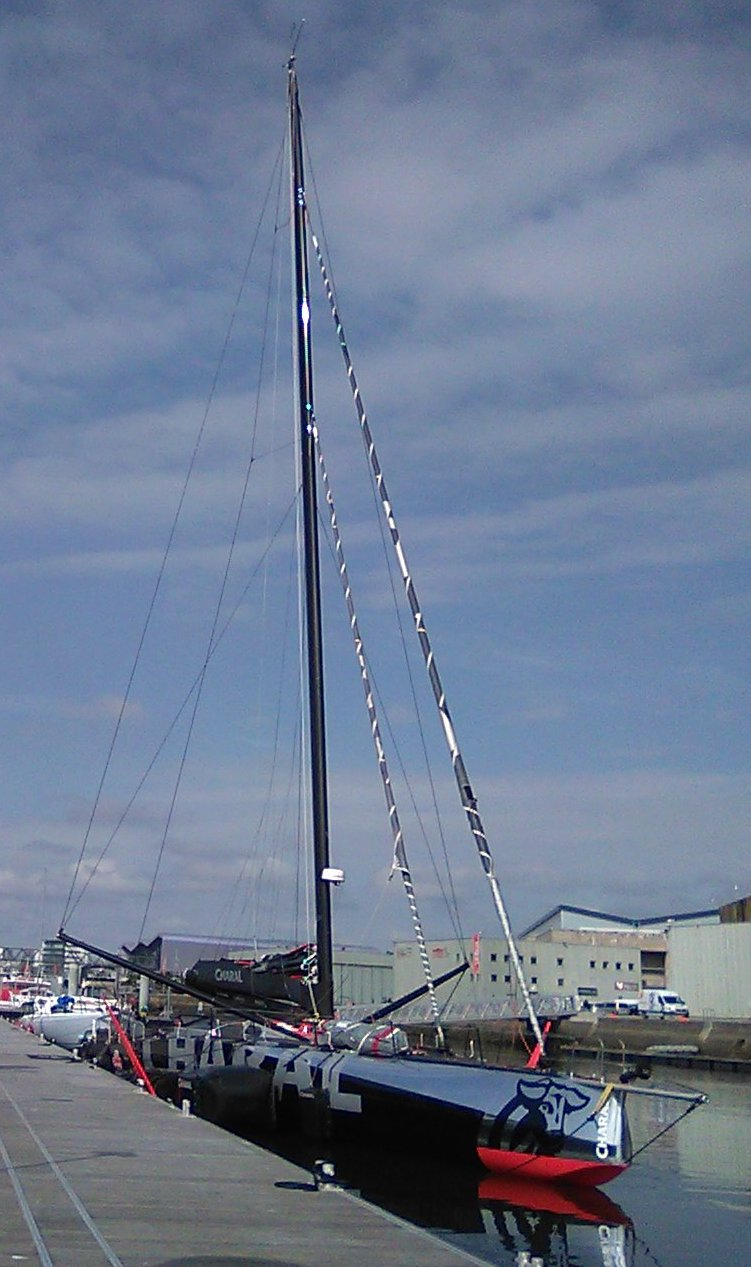
Charal à Lorient, son port d'attache, en mars 2022.

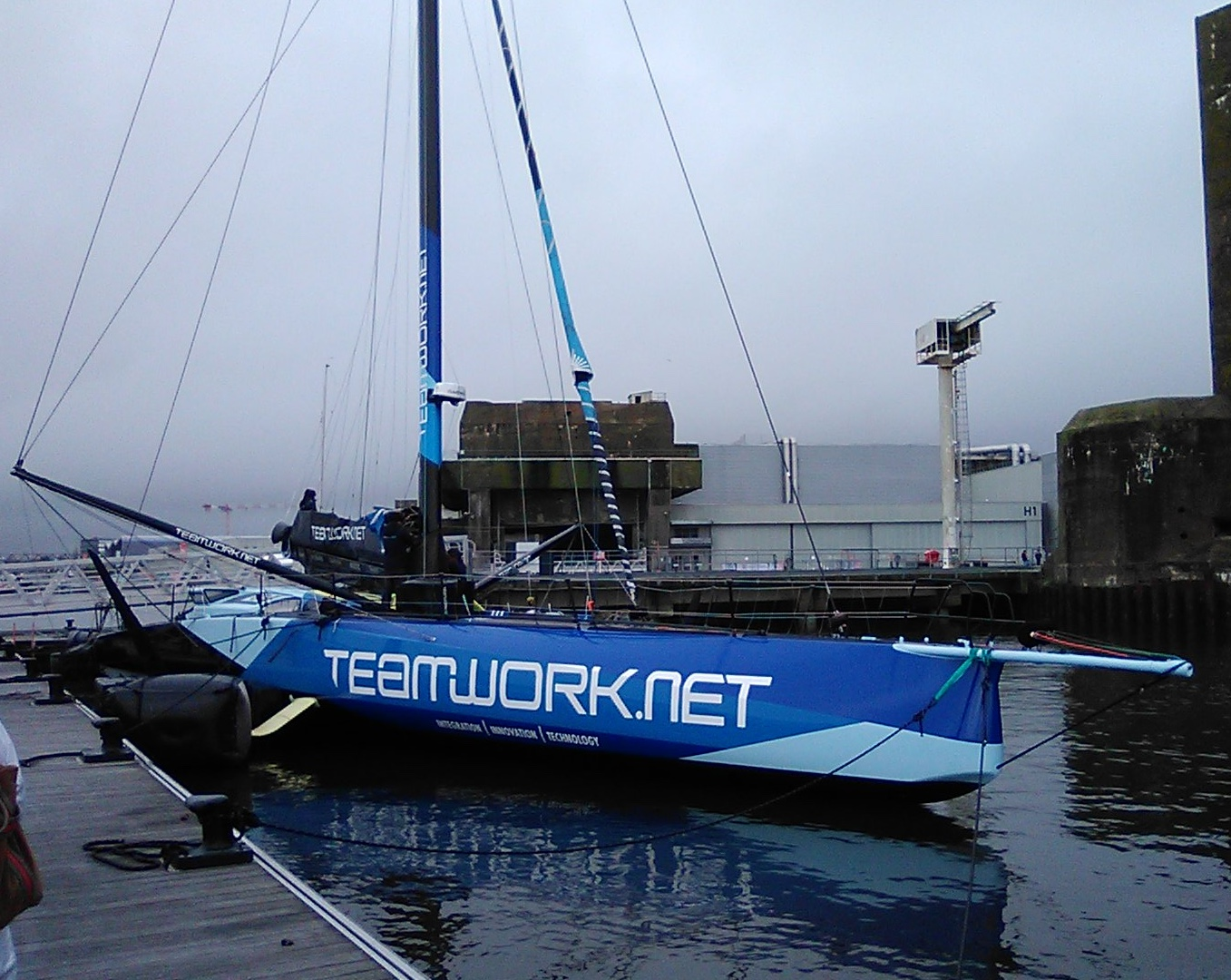
TeamWork à Lorient, son port d'attache, en décembre 2023.

Mis à l'eau le 21 août 2018, il porte les couleurs de l'entreprise Charal, et sera skippé sous ce nom par Jérémie Beyou (et Christopher Pratt en double).
Le voilier a été conçu par le cabinet VPLP et est le premier des monocoques à foils de dernière génération ciblant la prochaine édition du Vendée Globe. L'objectif affiché des architectes est de réduire la traînée du bateau dans l'eau.
Après une avarie de barre résolue, Jérémie Beyou est contraint d'abandonner la première Route du Rhum de son monocoque à la suite d'une panne du système d'alimentation en énergie.
En décembre 2018, le monocoque est entré en chantier de rénovation afin de permettre aux équipes du Charal Sailing Team de contrôler l'ensemble du voilier, et d'apporter de nombreuses optimisations afin de le préparer au mieux pour le Vendée Globe 2020.
Pour la première Transat Jacques Vabre du monocoque, Jérémie Beyou prend le départ du Havre aux côtés de Christopher Pratt, le duo arrivera troisième dans la catégorie IMOCA à Salvador.
En vue du Vendée Globe 2020, le voilier rejoint le 9 décembre 2019 les ateliers de l'équipe pour un chantier hivernal, il reçoit notamment à cette occasion de nouveaux foils.
En 2022, Justine Mettraux rachète le voilier, avec l'entreprise suisse TeamWork. La mise à l'eau avec les nouvelles couleurs est effectuée le 29 juillet 2022, mais Justine Mettraux avait déjà commencé à prendre en main l'Imoca et valide ainsi sa qualification (1200 milles nautiques) pour participer à la prochaine Route du Rhum – Destination Guadeloupe.
En 2024, le Groupe SNEF s'associe avec l'entreprise suisse TeamWork pour constituer le partenariat de l'Imoca TeamWork - Team Snef. Justine Mettraux prend le départ du Vendée Globe 2024-2025 sous ce double partenariat le 10 novembre 2024 et arrive en huitième position le 25 janvier 2025 à 14 h 38, établissant en 76 jours, 1 heure 36 minutes et 52 secondes, le nouveau record féminin de l'épreuve.

## Palmarès
En synthèse :

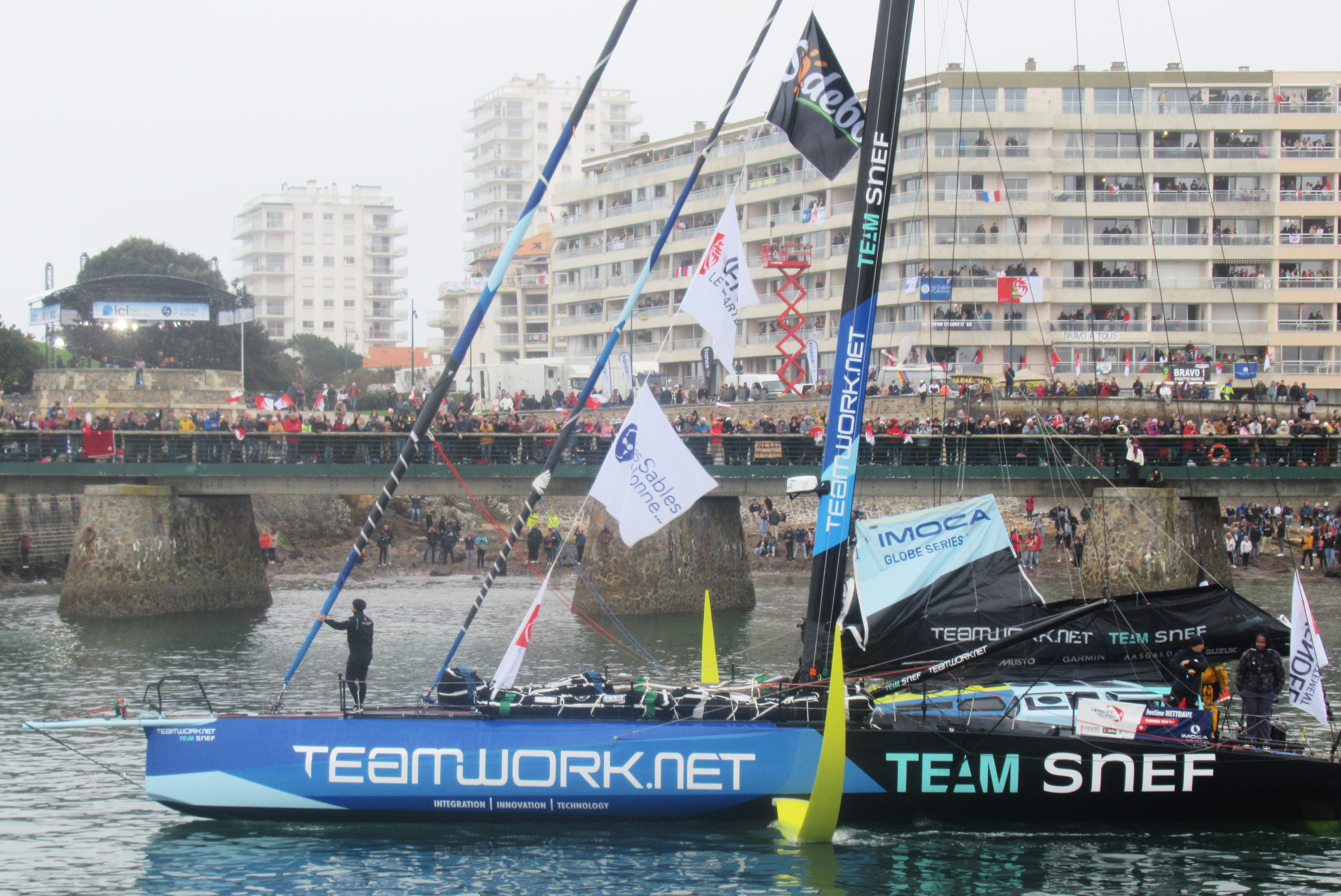
TeamWork - Team Snef au départ du Vendée Globe 2024-2025.

- 2018 : vainqueur des runs du Défi Azimut
- 2019 :
  - Vainqueur de la Fastnet Race
  - Vainqueur du Défi Azimut
  - 3e de la Transat Jacques Vabre en double avec Christopher Pratt
- 2020 : vainqueur de la Vendée-Arctique-Les Sables d'Olonne
- 2021 : 3e de la Transat Jacques Vabre en double avec Christopher Pratt
- 2022 :
  - 2e de la Guyader Bermudes 1000 Race avec Jérémie Beyou
  - 2e de la Vendée-Arctique avec Jérémie Beyou
- 2025 : 8e du Vendée Globe avec Justine Mettraux